# Emmanuel Payen
Emmanuel Payen, né en 1936, est un prêtre catholique du diocèse de Lyon, membre de la Communauté du Chemin Neuf, connu en particulier pour être à l'origine du réseau Radio chrétienne francophone (RCF), réseau de 64 radios locales en France et en Belgique, après avoir créé la station de radio « Radio-Fourvière ».

## Les débuts comme prêtre
Emmanuel Payen naît en 1936. Après des études de philosophie au lycée Saint-Joseph et de théologie au séminaire universitaire de Lyon, il effectue son service militaire comme infirmier militaire en Algérie, durant la guerre d'Algérie. Ordonné prêtre en 1964, il est nommé  vicaire à la paroisse Sainte-Bernadette de Caluire durant cinq années, à la suite de quoi l'évêque auxiliaire de Lyon, Gabriel Matagrin, lui propose de vivre une expérience d'insertion socio-culturelle. Il devient chargé de formation, puis responsable d’animation et de formation à l'Organisation centrale des camps et activités de jeunesse (OCCAJ) de 1971 à 1978. En 1978, il est nommé curé de la paroisse de La Duchère. Parallèlement, en 1971-1972, il découvre les groupes de prière du Renouveau charismatique, ce qui lui vaut d'être nommé en 1975 par son évêque délégué diocésain au renouveau charismatique, mission dont il s'occupa avec Pierre Joatton puis Abel Cornillon jusqu'en 1988, année où ce dernier le remplace. Tout en restant prêtre diocésain pour le diocèse de Lyon, il s'engage également dans les années 1970 dans la Communauté du Chemin Neuf dont le magazine L'Express le qualifie de « l'un des membres les plus en vue de la communauté ». Curé de la paroisse de La Duchère, il y installe une fraternité de la communauté.

## La fondation de Radio-Fourvière
Lors de sa mission paroissiale à la Duchère, il rencontre un ancien ami de l'Organisation centrale des camps et activités de jeunesse (OCCAJ), Pierre Alberti, qui est en train de créer la première radio libre de Lyon, qui deviendra Radio-Nostalgie ; celui-ci lui suggère de créer une radio libre chrétienne. Il relaie l'idée à l'archevêque de Lyon, Albert Decourtray, qui le charge de cette tâche. Le 1er avril 1982, la station radio station « explicitement chrétienne, sans complexe ni triomphalisme » est inaugurée. 
En 1990, la conférence des évêques de France décide de la création d'un seul fournisseur de programmes pour les radios chrétiennes. Le projet d'Emmanuel Payen est préféré à celui de Radio Notre Dame,. Emmanuel Payen reste directeur de la station Radio Fourvière jusqu'en 2001.
En parallèle, de 1990 à 1993, l'archevêque de Lyon lui confie l'organisation du synode diocésain.

## Activité pastorale après 2001
En 2001, l'archevêque de Lyon, Louis-Marie Billé, lui confie la charge de recteur de la basilique Notre-Dame de Fourvière, mais il ne reste à cette tâche que peu de temps ; après la mort de l'archevêque, son successeur Philippe Barbarin le nomme vicaire général chargé de la partie rurale du diocèse de Lyon (le « Rhône vert »). Il est par ailleurs l'un des vice-présidents de l'Espace culturel du christianisme à Lyon, qu'il a fondé notamment avec Jacques Moulinier, ancien sénateur du Rhône.
Avec le sénateur du Rhône, Jacques Moulinier, il est à l'origine de l'Espace culturel du christianisme à Lyon (ECCLY), le musée du christianisme lyonnais sur le site de l’Antiquaille,. En 2015, il est nommé recteur provisoire de la cathédrale Saint-Jean de Lyon. En janvier 2018, il célèbre les obsèques de Paul Bocuse malgré la polygamie assumée du défunt,,.